# 후지와라노 후히토

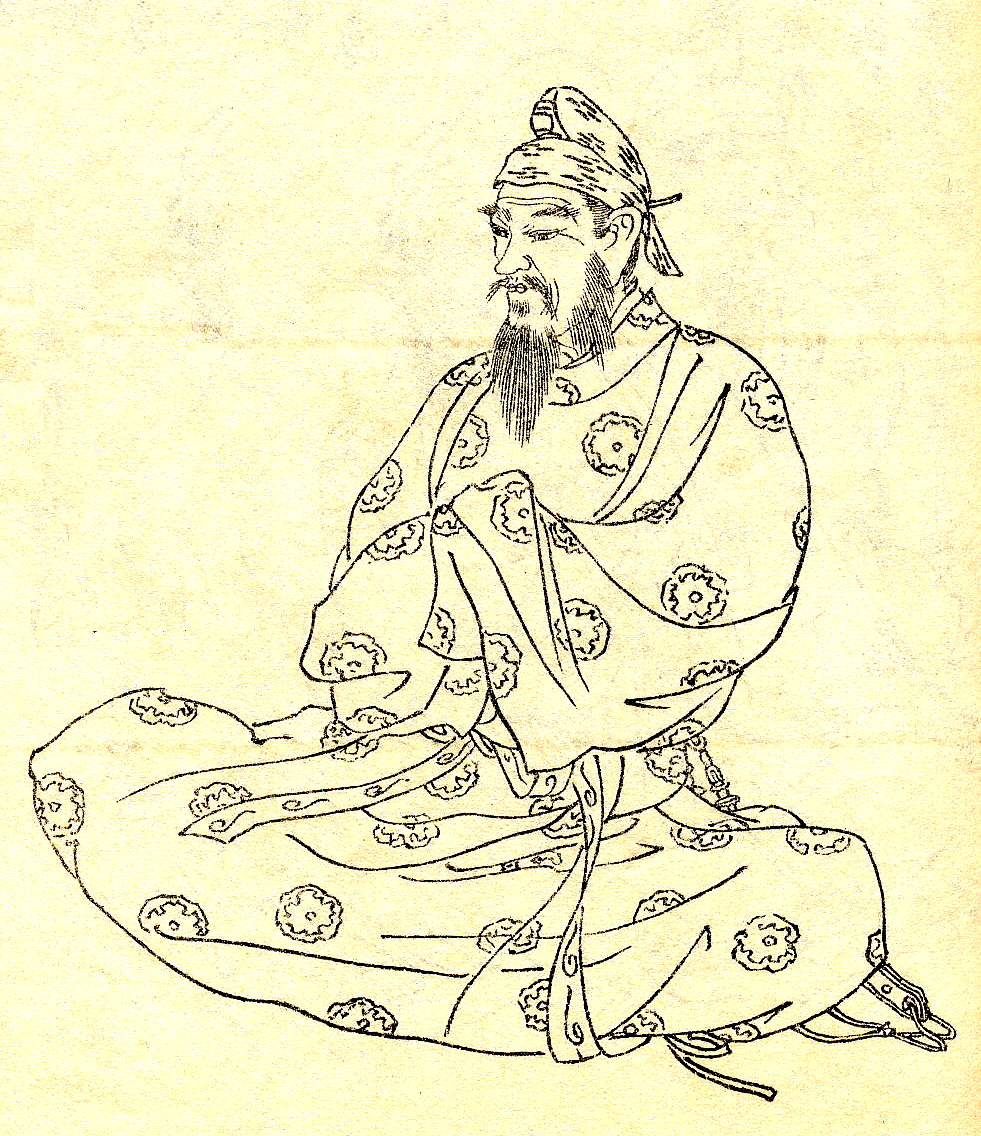
후지와라노 후히토 (기쿠치 요사이 그림, 메이지 시대)

후지와라노 후히토(일본어: 藤原 不比等, 659년 ~ 720년)은 아스카 시대 및 나라 시대 초기 공경대신이다.
덴지 천황의 총신인 후지와라노 가마타리의 차남으로, 후히토의 자손만이 덴지 천황에게 받은 후지와라씨를 사용하고 태정관까지 오를 수 있었기 때문에 실질적인 후지와라씨 선조로 여긴다. 후히토(不比等)라는 이름은 「다른 데에 비할바 없이 우수하다」라는 의미다. 후히토와 그 아들 네 명(후지와라 4형제)이 후지와라 씨 번영의 기초를 확립하였으며 후히토의 두 딸 역시 각각 몬무 천황과 쇼무 천황과 결혼하여 외척으로서의 지위를 확보하게 되었다. 특히 후히토 사후 쇼무 천황의 황후가 된 고묘시는 황족 출신만이 황후가 된다는 전례를 깬 최초의 예가 되었다. 몬무 천황(재위: 683년-707년) 때, 오사카베 황자(忍壁皇子), 후지와라 후히토, 아와타 마히토(粟田真人), 시모쓰케노 고마로(下毛野古麻呂) 등이 율령 선정을 담당하여 700년에 령이 거의 완성되고 남은 율의 조문 작성이 이루어져 다이호 원년(701년) 8월 3일, 다이호 율령이 완성되었다.

## 가계
- 아버지：후지와라노 가마타리
- 어머니：구루마모치요시코 히메(車持与志古娘, 후히토의 생모가 아버지의 정실부인인 가가미노 히메히코라는 설도 유력하다.)
- 부인 : 소가노 쇼시/마사코 (소가노 무라지코의 딸)
  - 장남 : 무치마로 (680-737) - 남가(南家)의 중시조
  - 차남 : 후사사키 (681-737) - 북가(北家)의 중시조
  - 삼남 : 우마카이 (694-737) - 식가(式家)의 중시조
- 부인: 가메노 히메 (가모노 에미시의 딸)
  - 장녀 : 미야코 (?-754) : 몬무 천황의 후궁, 쇼무 천황의 모후
  - 차녀 : 나가코 (나가야 황자에게 출가)
- 부인: 후지와라노 이에노이가쓰메 (후히토의 이복동생(또는 이복누나)천황의 후궁으로 후히토와 재혼)
  - 사남 : 마로 (695-737) - 경가(京家)의 중시조
- 부인: 아누카이노 미치코(미치요) (다치바나노 미치코(기쓰 미치요))
  - 삼녀 : 고묘시/아스카베 히메(고묘 황후) (701-760) : 쇼무 천황의 황후
- 생모 불명
  - 사녀 : 다비노(다히노) : 다치바나노 모로에에게 출가
  - 오녀 : (이름 불명)

## 같이 보기
- 만세일계